# Carlos Cajade
Carlos Cajade (Ensenada, 2 de mayo de 1950-La Plata, 22 de octubre de 2005) fue un sacerdote católico argentino, nacido en la ciudad de Ensenada, reconocido fundamentalmente por su trabajo con los chicos de la calle en la ciudad de La Plata. Fue fundador del hogar infantil Madre Tres Veces Admirable, en la zona suburbana de la ciudad de La Plata, así como de la revista La Pulseada, que dio trabajo a muchos chicos recuperados de la situación de calle, y en la que colaboraba activamente haciendo artículos. También fue secretario general del Movimiento Chicos del Pueblo, una organización destinada a ayudar a los chicos en situación de calle, y estaba agremiado a la Central de Trabajadores de la Argentina (CTA).
Es muy reconocido en el Gran La Plata por su trabajo social, y su carácter luchador por los derechos de los niños, y su postura política. Una de sus frases más recordadas es "No hay que perder el sueño de que ser pibe tiene que ser un privilegio", en una manifestación frente a un McDonald's, de donde habían echado a varios chicos que pedían sobras.

## Biografía
Carlos Cajade nació en una familia de clase obrera en la localidad de Ensenada el 2 de mayo de 1950, y creció en Villa Argüello, un barrio estudiantil en el límite entre La Plata y Berisso. Su padre trabajaba en el frigorífico Swift, en Berisso y murió en un accidente. Él mismo entraría a trabajar en la misma empresa a los catorce años. Allí conocería a viejos militantes de la Resistencia Peronista, y comenzó a militar en la Juventud Peronista. Él mismo se sentiría parte de la juventud revolucionaria de los años '70, algo que marcaría su obra posterior.
“Soy de la juventud de los ’70 y vivencié todos los ideales de un mundo más humano, más justo, más fraterno. Yo creo que todo eso que fui aprendiendo se canalizó en esa Nochebuena del ’84.”
Antes de ordenarse religioso, cuando aún estaba en la militancia, tenía una novia en el barrio. Finalmente, debió entrar en el servicio militar en la década del '70, y luego entró al seminario. Desde allí le escribió una carta de despedida a su novia. Recordaba aquella carta con nostalgia porque había hecho una elección muy difícil. Fue ordenado presbítero para esa Arquidiócesis el 18 de agosto de 1979. Perteneció a la Federación de sacerdotes diocesanos de Schöenstatt.

### Nochebuena del '84
Carlos Cajade, de la iglesia San Francisco de Asís de Berisso, al terminar Misa de Gallo encontró en la puerta del templo a tres chicos sentados en la escalinata. Les dijo que era Nochebuena, que tenían que ir a sus casas a festejar, pero los chicos le respondieron que no festejaban porque no vivían en sus casas, sino en un terreno baldío. Como no les creyó en primera instancia, los chicos desafiaron a que fuera con ellos. Cajade fue y se encontró con que había aún más niños, muchos de ellos muy pequeños. Conmocionado, compró todos los alimentos y regalos que pudo, y pasó la Nochebuena con ellos. Allí empezó con la idea de crear el hogar.
Muchos de esos chicos iniciales luego crecerían y serían educadores sociales, trabajando en la obra de Cajade.
El sacerdote moriría de un sorpresivo cáncer de colon en el año 2005, pero su obra aún continúa funcionando en la ciudad de La Plata.

## Obra social

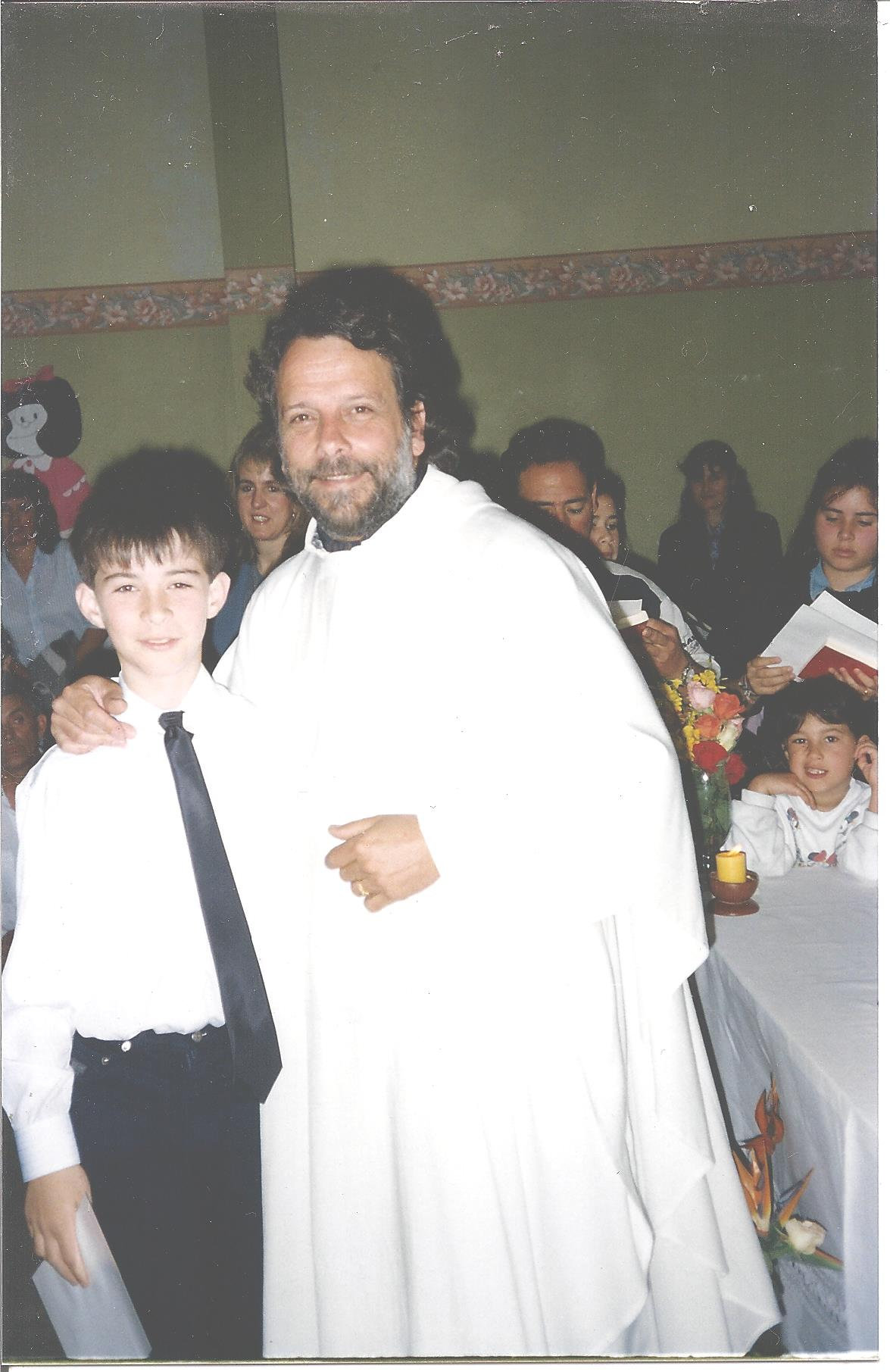
Cajade en comunión del escritor Esteban Ruquet

Luego de Nochebuena del 84, se comprometió mucho con la causa de los niños de la calle. Fue secretario de derechos humanos en la Central de los Trabajadores Argentinos en la provincia de Buenos Aires y cofundador, junto al sociólogo Morlachetti, del Movimiento Nacional Chicos del Pueblo órgano que nuclea en la Argentina las obras de protección de la niñez. Integró la Comisión Provincial por la Memoria, destinada a denunciar los crímenes de la última dictadura militar en la Argentina.
Luego fundaría, en La Plata, el "Hogar de la Madre tres veces Admirable", institución de rescate de chicos de la calle, y de muchas obras de asistencia y promoción social que nacieron de allí, entre ellas la Revista La Pulseada. Con el transcurso del tiempo y debido a la seriedad de su compromiso en favor de los más necesitados, el Padre Cajade se convirtió en uno de los referentes más importantes del país en materia de acción social y promoción de la niñez.